# Крольчатник (Московская область)
Крольчатник — местечко в Орехово-Зуевском муниципальном районе Московской области. Входит в состав сельского поселения Малодубенское. Население — 68 чел. (2010).

## География
Местечко Крольчатник расположено в северной части Орехово-Зуевского района, примерно в 5 км к северу от города Орехово-Зуево. Высота над уровнем моря 127 м. К местечку приписано СНТ Берендей. Ближайшие населённые пункты — деревни Ожерелки, Малая Дубна и посёлок Пригородный.

## История
Бывший посёлок подсобного хозяйства Ореховского хлопчатобумажного комбината.
До муниципальной реформы 2006 года Крольчатник входил в состав Малодубенского сельского округа Орехово-Зуевского района.

## Население
По переписи 2002 года — 59 человек (23 мужчины, 36 женщин).
| 2002 | 2006 | 2010 |
| ---- | ---- | ---- |
| 59   | ↗71  | ↘68  |